# Menophra conjunctaria
Menophra conjunctaria là một loài bướm đêm trong họ Geometridae.